# Куйбышев (крейсер)
«Куйбышев» — советский крейсер проекта 68-К, в составе Черноморского флота ВМФ СССР. С 1958 года — учебный лёгкий крейсер.

## История строительства
Заводской номер: 1088.
31 августа 1939 года — заложен на ССЗ № 200 (завод им. 61 Коммунара, Николаев).
25 августа 1940 года — зачислен в списки ВМФ.
31 января 1941 года — спущен на воду.
Лето 1941 года — приостановлено строительство. Когда в августе 1941 года фронт приблизился к Николаеву, на "Куйбышев" погрузили семьи рабочих, ценное оборудование и отбуксировали в Севастополь, а затем в Поти, где 14 августа 1941 года он был поставлен на хранение. 
10 сентября 1941 года — законсервирован.
После войны было решено достроить пять крейсеров типа "Чапаев". Опыт боевых действий на море и развитие военной техники заставили внести  коррективы в первоначальный проект. Было усилено зенитное вооружение, 100-мм универсальные пушки и посты управления зенитным огнем оснастили стабилизаторами качки. На крейсере оборудовали радиолокационные станции, новые системы управления оружием, размагничивающие устройства. С учетом опыта войны с крейсеров сняли самолеты-разведчики-корректировщики и катапульты, торпедные аппараты и сбрасыватели глубинных бомб.
20 апреля 1950 года — достроен после ВОВ и введен в строй (по другим данным 29 июля 1950 года).

## История службы
6 августа 1950 года — вошел в состав КЧФ.
В период с 15 по 25 октября 1953 года порт Констанца в Румынии и Варна в Болгарии посетили крейсеры "Куйбышев", "Фрунзе" и четыре эсминца проекта 30-бис.
В конце 1957 года министр обороны СССР маршал Георгий Константинович Жуков, направляясь с визитом в Югославию, решил прибыть туда морем. Для похода был выделен крейсер «Куйбышев». Отряд кораблей, сопровождавший министра обороны, возглавил первый заместитель командующего Черноморским флотом вице-адмирал Е. С. Чурсин в отряд вошли два эсминца проекта 56: «Блестящий» и «Бывалый». 
4 октября 1957 года министр обороны Маршал СССР Г. К. Жуков  прибыл на борт крейсера «Куйбышев». Встречали его командир корабля, капитан 1 ранга В. В. Михалин и командир 50-й дивизии, контр – адмирал  А. Н. Тюняев. Из сообщения газеты «Правда»: «По парадному трапу Маршал Г. К. Жуков поднимается на корабль. Раздается команда вахтенного офицера «Смирно!». На грот-стеньге взвивается флаг Министра обороны СССР. Командир отряда кораблей контр-адмирал А. Н. Тюняев докладывает о готовности кораблей к походу в Югославию и Албанию. Командир корабля капитан первого ранга  В. В. Михайлин отдает рапорт». 
18 апреля 1958 года — выведен из боевого состава ВМФ и переклассифицирован в учебный КРЛ.
24 апреля 1965 года — разоружен и исключен из состава ВМФ.
20 декабря 1965 года — расформирован и разделан на металл на базе «Главвторчермета» в г. Севастополь.

## Командиры
- январь 1949 - декабрь 1952 - капитан 2-го ранга Домнин, Семён Васильевич[3]
- 1953-1955 - Сысоев, Виктор Сергеевич
- декабрь 1955 — сентябрь 1958 — Михайлин, Владимир Васильевич[4]
- август 1958 — Коротеев Александр Никифорович[5]